# 1. FC Kaan-Marienborn
El 1. FC Kaan-Marienborn es un equipo de Fútbol de Alemania que juega en la Kreisliga C, la 11ª división nacional.

## Historia
Fue fundado el 1 de julio de 2007 en la ciudad de Siegen del estado de Renania del Norte-Westfalia por Christoph Thoma, ex-gerente de Maschinenfabrik Herkules luego de adquirir a la sección de Fútbol del TuS 1886 Kaan-Marienborn que existía desde 1886. Inicío su participación en la novena división de la cual salió campeón y logró el ascenso.
Tuvo dos ascensos en tres años que lo llevaron a la Westfalenliga, donde estuvo por seis temporadas y tras dos subcampeonatos logra el ascenso a la Oberliga Westfalen para la temporada 2016/17. Dos temporadas después y al obtener el subcampeonato, obtiene el ascenso a la Regionalliga West por primera vez, pero descendío tras una temporada al finalizar en el lugar 15 entre 18 equipos.
Luego de dos temporadas abandonadas por la Pandemia de Covid-19, el club juega la temporada completa de 2021/22, de la cual sale campeón de la Oberliga Westfalen y regresa a la Regionalliga West para la temporada 2022/23. El club abandonaría la cuarta división al finalizar la temporada 2022/23 debido a que su estadio no contaba con las condiciones mínimas requeridas por la liga y tomaría el lugar de su equipo filial en la Kreisliga C.

## Palmarés
- Oberliga Westfalen: 1

2021/22
- Landesliga Westfalen: 1

2009/10
- Bezirksliga Westfalen: 1

2007/08

## Entrenadores
- Gerhard Noll (2007-09)
- Jörg Rokitte (2010)
- Dietmar Schacht (2010-11)
- Jörg Rokitte (2011)
- Sveto Poletan (2011-12)
- Peter Wongrowitz (2012-14)
- Thorsten Nehrbauer (2014-19)
- Tobias Wurm (2019-21)
- Thorsten Nehrbauer (2021-)